# Prêmio Carlos J. Finlay
O Prêmio Carlos J. Finlay (em inglês:  Carlos J. Finlay Prize) é um prêmio científico bienal patrocinado pelo Governo de Cuba e concedido desde 1980 pela Organização das Nações Unidas para a Educação, a Ciência e a Cultura (UNESCO) a pessoas ou organizações por suas notáveis contribuições à microbiologia (incluindo imunologia, biologia molecular, genética, etc.) e suas aplicações. Os vencedores recebem uma bolsa de US$ 5 000 doados pelo Governo de Cuba e uma Medalha de Prata Albert Einstein da UNESCO.
O Prêmio é concedido em anos ímpares (para coincidir com a Conferência Geral da UNESCO) e leva o nome de Carlos Juan Finlay (1833 – 1915), médico e microbiologista cubano amplamente conhecido por suas descobertas pioneiras no campo da febre amarela.

## Recipientes
Fonte: UNESCO
- 1980 - Roger Stanier (Canadá)
- 1983 - César Milstein, FRS (Argentina, Reino Unido)
- 1985 - Victor Nussenzweig e Ruth Sonntag Nussenzweig (Brasil)
- 1987 - Hélio Gelli Pereira (Brasil) e Peter Reichard (Suécia)
- 1989 - Georges Cohen (França) e Walter Fiers (Bélgica)
- 1991 - Margarita Salas e Eladio Viñuela (Espanha) e Jean-Marie Ghuysen (Bélgica)
- 1993 - International Society of Soil Science, James Michael Lynch (UK), James Tiedje (USA), Johannes Antonie Van Veen (Países Baixos)
- 1995 - Jan Balzarini (Bélgica) e Pascale Cossart (França)
- 1996 - Etienne Pays (Bélgica) e Sheikh Riazzudin (Paquistão)
- 1999 - Ádám Kondorosi (Hungria)
- 2001 - Susana López Charretón e Carlos Arias Ortiz (México)
- 2003 - Antonio Peña Díaz (México)
- 2005 - Khatijah Binti Mohamad Yusoff (Malásia)
- 2015 - Yoshihiro Kawaoka (Japão)
- 2017 - Samir Kumar Saha (Bangladesh) e Shahida Hasnain (Paquistão)[2]
- 2020 - Kenya Honda (Japão)[3]
- 2023 - Dilfuza Egamberdieva (Uzbequistão)[4]